# Strečno
Strečno es un municipio del distrito de Žilina en la región de Žilina, Eslovaquia, con una población estimada a final del año 2024 de 2572 habitantes.
Se encuentra ubicado al oeste de la región, cerca del curso alto del río Váh (cuenca hidrográfica del Danubio) y de la frontera con la región de Trenčín.

## Demografía
| Año        | 1994 | 2004     | 2014    | 2024    |
| ---------- | ---- | -------- | ------- | ------- |
| Población  | 2406 | 2648     | 2565    | 2572    |
| Diferencia |      | +10,05 % | −3,13 % | +0,27 % |

| Año        | 2023 | 2024    |
| ---------- | ---- | ------- |
| Población  | 2589 | 2572    |
| Diferencia |      | −0,65 % |